# Mugilogobius fasciatus
Mugilogobius fasciatus is een  straalvinnige vissensoort uit de familie van grondels (Gobiidae). De wetenschappelijke naam van de soort is voor het eerst geldig gepubliceerd in 2001 door Larson.
De soort staat op de Rode Lijst van de IUCN als Onzeker, beoordelingsjaar 2009.